# الدوري الشمالي لكرة القدم 1936–37
الدوري الشمالي لكرة القدم 1936–37 (بالإنجليزية: 1936–37 Northern Football League)‏ هو موسم من الدوري الشمالي لكرة القدم ‏. فاز فيه Shildon A.F.C. ‏.